# Karin Balzer
Karin Balzer (nacida como Karin Richert, Magdeburgo, Alemania, 5 de junio de 1938-17 de diciembre de 2019) fue una atleta alemana, especializada en la prueba de 100 m vallas en la que llegó a ser medallista de bronce olímpica en 1972.

## Biografía
Se casó con su entrenador, Karl-Heinz Balzer, con quien tuvo dos hijos.
En los JJ. OO. de Múnich 1972 ganó la medalla de bronce en los 100 metros vallas, con un tiempo de 12.90 segundos, siendo superada por la alemana Annelie Ehrhardt que con 12.59 segundos batió el récord del mundo, y la rumana Valeria Bufanu, plata con 12.84 segundos.